# Echinopepon pubescens
Echinopepon pubescens är en gurkväxtart som först beskrevs av George Bentham, och fick sitt nu gällande namn av Joseph Nelson Rose. Echinopepon pubescens ingår i släktet Echinopepon och familjen gurkväxter. Inga underarter finns listade i Catalogue of Life.